# Dictator (álbum)
Dictator es el segundo álbum de estudio de la banda estadounidense Daron Malakian and Scars on Broadway, fundada por Daron Malakian, guitarrista, compositor y segunda voz de la banda System of a Down, el cual fue lanzado el 20 de julio de 2018, bajo el sello discográfico de Scarred For Life.

## Antecedentes
Daron Malakian escribió, produjo, y grabó el disco en más de diez días en 2012. Dictator fue oficialmente anunciado el 16 de abril de 2018. Con respecto a la demora del álbum, Malakian dijo "no saber que pasa con System que me ha impedido poner mis propias cosas. Mucho tiempo ha pasado, y ya estoy muy excitado de sacar música finalmente." Malakian declaró que el álbum pudo haber sido música de System of a Down, no obstante los miembros de la banda no podían acordar una dirección musical.
Cuando el álbum fue anunciado, la banda fue renombrada como "Daron Malakian and Scars on Broadway" (previamente conocida como Scars on Broadway).
El padre de Malakian, Vartan, ha contribuido al arte de Dictator, de la misma forma en lo que hizo en el primer disco de Scars on Broadway además de los discos Mezmerize e Hypnotize de System of a Down.

## Promoción
La banda antes de que el disco fuera lanzado, anunció tres sencillos. El primero fue "Lives", anunciado junto al álbum, lanzado el 23 de abril de 2018, el segundo sencillo fue "Dictator", anunciado en las redes sociales de Daron Malakian el 25 de mayo de 2018 y lanzado el 1 de junio. Finalmente su tercer sencillo fue anunciado y lanzado el 12 de julio, titulado "Guns are Loaded".

## Recepción
Metal Hammer clasificó el álbum 3.5 fuera de 5 estrellas, declarando "No es difícil leer a Dictator como un astuto 'jodanse' a sus compañeros de banda intermitentes, o por lo menos aquellos que estén reteniendo un potencial álbum. Es evidente en su gran cambio de marca - ellos ya no son Scars on Broadway, si no ahora ‘Daron Malakian And Scars On Broadway’, una definitiva declaración a lo ‘¿Quién de todos modos los necesita?’. Pero también está en el hecho de que, sí, muchas de estas canciones pudieron haber encajado sus partes traseras en un disco de SOAD. En esta evidencia, es más la pérdida de System of a Down que la de nosotros."

## Lista de canciones
Todas las letras escritas por Daron Malakian.
| N.º | Título                                                       | Duración |  |
| 1.  | «Lives»                                                      | 4:05     |  |
| 2.  | «Angry Guru»                                                 | 3:35     |  |
| 3.  | «Dictator»                                                   | 3:01     |  |
| 4.  | «Fuck And Kill»                                              | 3:35     |  |
| 5.  | «Guns Are Loaded»                                            | 4:21     |  |
| 6.  | «Never Forget»                                               | 3:19     |  |
| 7.  | «Talkin' Shit»                                               | 4:51     |  |
| 8.  | «Till The End»                                               | 4:55     |  |
| 9.  | «We Won't Obey»                                              | 3:40     |  |
| 10. | «Sickening Wars»                                             | 2:17     |  |
| 11. | «Gie Mou "My Son"» (instrumental, cover de Stamatis Kokotas) | 2:56     |  |
| 12. | «Assimilate» (cover de Skinny Puppy)                         | 3:37     |  |

## Créditos
- Daron Malakian – Todos los instrumentos, voz.